# Nomes do Sri Lanka
O Sri Lanca é uma ilha-nação que tem sido conhecida ao longo dos séculos por vários nomes. A existência da ilha era conhecida dos indianos, chineses, árabes e civilizações ocidentais desde há milénios e os vários nomes associados à ilha ao longo do tempo confirmam-no.

## Sri Lankae nomes relacionados
A ilha foi rebatizada de Sri Lanka, significando "terra resplandescente" em sânscrito, em 1972. Antes deste ano, era conhecida por uma variedade de nomes. Isto representou uma adaptação moderna de um nome etimológico, derivado do Ramáiana (épico escrito em sânscrito algures entre 400 AC e 200 DC), em que a ilha era simplesmente chamada Lanka. Outros nomes que utilizam a forma Sri, incluem em sinhala Siri Laka e Shri Lanka, preferidas pelo antigo presidente cingalês Ranasinghe Premadasa. No entanto, nunca obteve apoio popular.
No Ramáiana, também é conhecido como Lankadweepa, em que dweepa significa "ilha". Outro nome tradicional cingalês para o Sri Lanca era Lakdiva, em que diva significa ilha igualmente. Outro nome tradicional é Lakbima. Lak em ambos os casos deriva de novo de Lanka.
Da mesma etimologia, o Sri Lanca é conhecido localmente em tâmil por İlankai. A palavra Lanka, contudo, foi era desconhecida dos gregos, de quem deriva a maioria dos nomes ocidentais para a ilha. A palavra não existia em nenhum dos nomes ocidentais até 1972.

## SinhalaeSihalam
O nome português Ceilão e um lote de outros nomes relacionados têm a sua raiz muito provavelmente na palavra Sinha ("leão"), em sânscrito. Com a palavra sânscrita Sinha como raiz, Sinhala pode ser interpretada como "o sangue de um leão". Dado os leões não serem nativos do Sri Lanca, assume-se que Sinhala se refira a um homem que parece um leão - um herói - presumivelmente o avô de Vijaya (primeiro rei do país). A versão pāli da sânscrita Sinhala é Sihalam (pronunciada "Silam").

## Salike
O geógrafo grego do século II Ptolomeu chamou aos habitantes salai e à ilha Salike ("país dos salai"), que deve derivar do nome em Pāli Sihalam.